# Vĩnh Quang (phường)
Vĩnh Quang là một phường thuộc thành phố Rạch Giá, tỉnh Kiên Giang, Việt Nam.

## Địa lý
Phường Vĩnh Quang nằm ở phía tây thành phố Rạch Giá, có vị trí địa lý:
- Phía đông giáp phường Vĩnh Thông
- Phía tây giáp Vịnh Thái Lan
- Phía nam giáp phường Vĩnh Thanh
- Phía bắc giáp huyện Hòn Đất.

Phường Vĩnh Quang có diện tích 10,38 km², dân số năm 2023 là 43.879 người, mật độ dân số đạt 4.226 người/km².

## Hành chính
Phường Vĩnh Quang được chia thành 10 khu phố: Đồng Khởi, Huỳnh Thúc Kháng, Lê Anh Xuân, Lý Thái Tổ, Nam Cao, Nguyễn Bỉnh Khiêm, Nguyễn Thái Bình, Quang Trung, Rạch Giồng, Võ Trường Toản.

## Lịch sử
Ngày 27 tháng 9 năm 1983, Hội đồng Bộ trưởng ban hành Quyết định số 107-HĐBT về việc chia phường Vĩnh Thanh thành phường Vĩnh Thanh và 2 xã: Vĩnh Trung, Vĩnh Quang.
Ngày 24 tháng 5 năm 1988, Hội đồng Bộ trưởng ban hành Quyết định số 92-HĐBT về việc thành lập phường Nguyễn Trung Trực trên cơ sở giải thể phường An Lạc và 2 xã: Vĩnh Quang, Vĩnh Trung.
Ngày 14 tháng 11 năm 2001, Chính phủ ban hành Nghị định số 84/2001/NĐ-CP về việc thành lập phường Vĩnh Quang trên cơ sở 1.064,8 ha diện tích tự nhiên và 18.449 nhân khẩu của phường Vĩnh Thanh.
Ngày 26 tháng 7 năm 2005, Chính phủ ban hành Nghị định số 97/2005/NĐ-CP về việc thành lập thành phố Rạch Giá thuộc tỉnh Kiên Giang. Phường Vĩnh Quang trực thuộc thành phố Rạch Giá.

## Văn hóa
Khu vực có chùa Phật Nam Thái Tông. Chùa Phật Lớn được Bộ trưởng Bộ Văn hóa–Thông tin (nay là Bộ Văn hóa, Thể thao và Du lịch) ký Quyết định số 53/2001/QĐ-BVHTT xếp hạng chùa Phật Lớn là di tích lịch sử nghệ thuật cấp quốc gia. Trong chùa có tượng phật Thích Ca ngồi xếp bằng có độ cao khoảng 2,5 m.